# Kachumbari

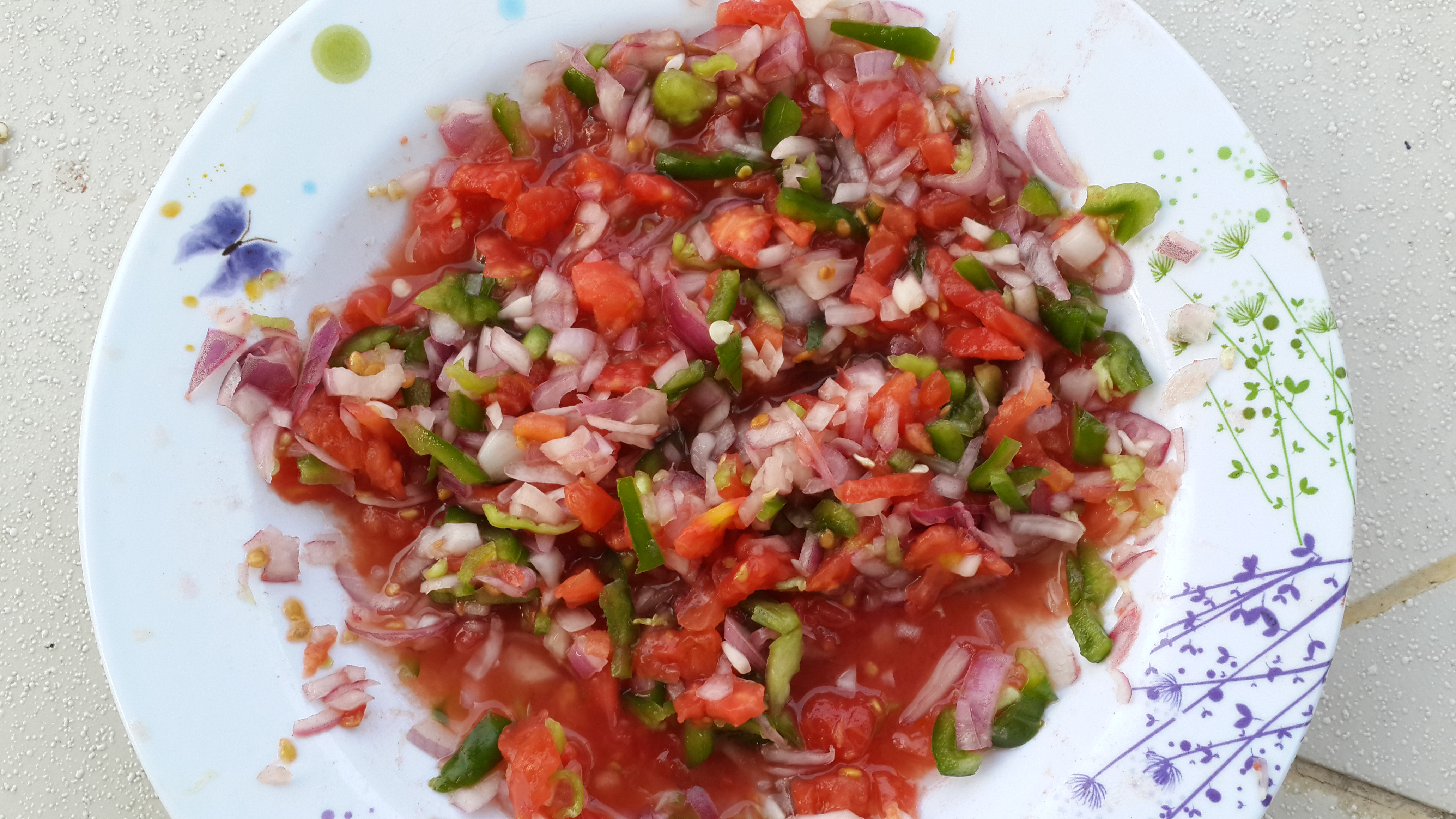
Assiette de kachumbari.

Le kachumbari est une salade épicée, à base de tomates et d'oignons finement coupés, consommée en Afrique de l'Est, notamment au Kenya, en Tanzanie, Malawi, en RDC, au Rwanda, mais également dans une région française d'outre-mer : Mayotte. A Mayotte Kachumbari deviens Kachoumbre
Kachumbari est un terme swahili. En Inde, on trouve des préparations semblables sous le nom de kachumber.

## Accompagnements
Le kachumbari peut être servi seul, mais accompagne le plus souvent d'autres plats (relish), notamment la viande grillée, telle que le nyama choma. Sur la côte tanzanienne, il peut être intégré à l'urojo. 

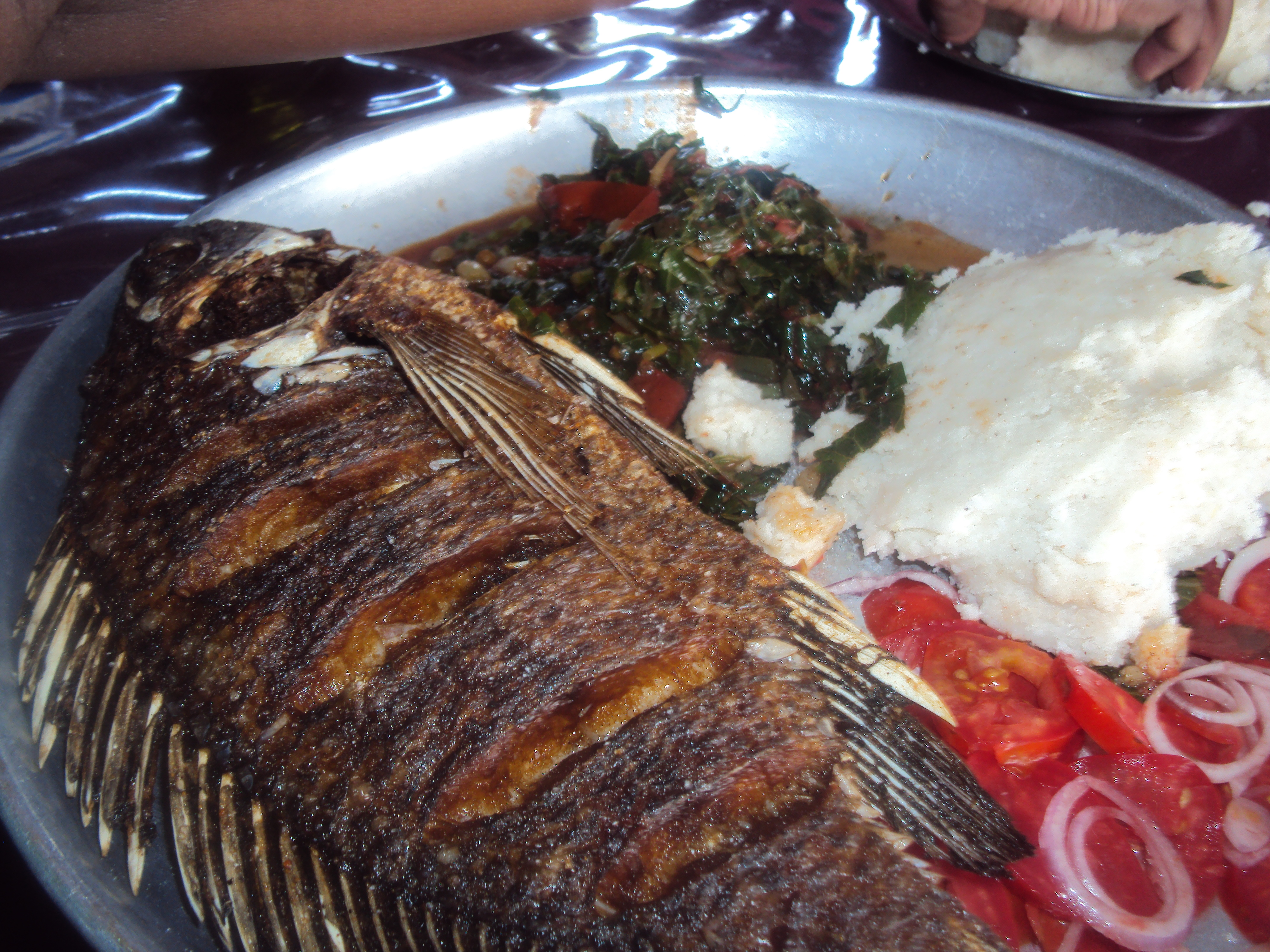
Avec du tilapia et de l'ugali.
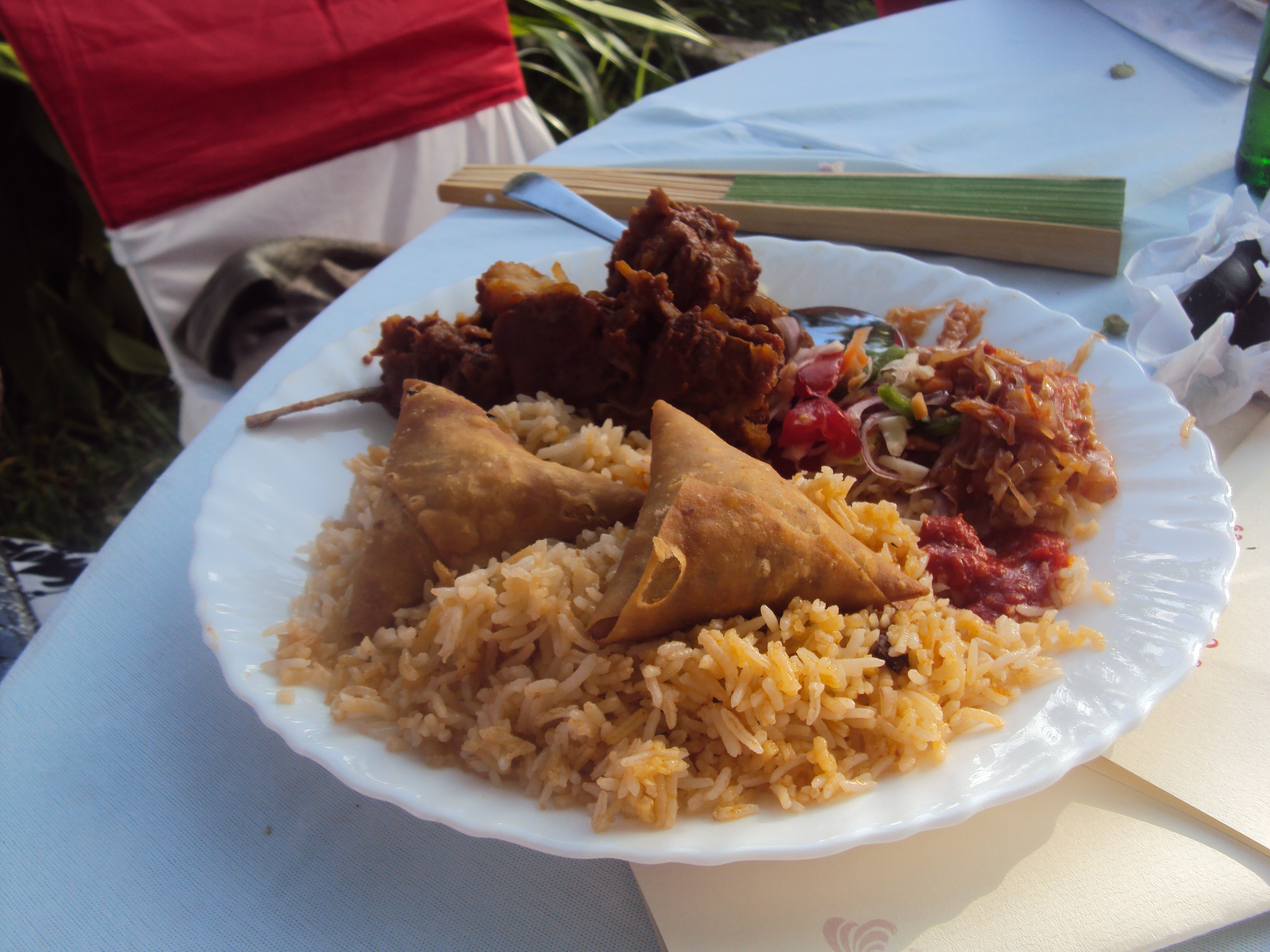
Avec du mouton et du pilau.
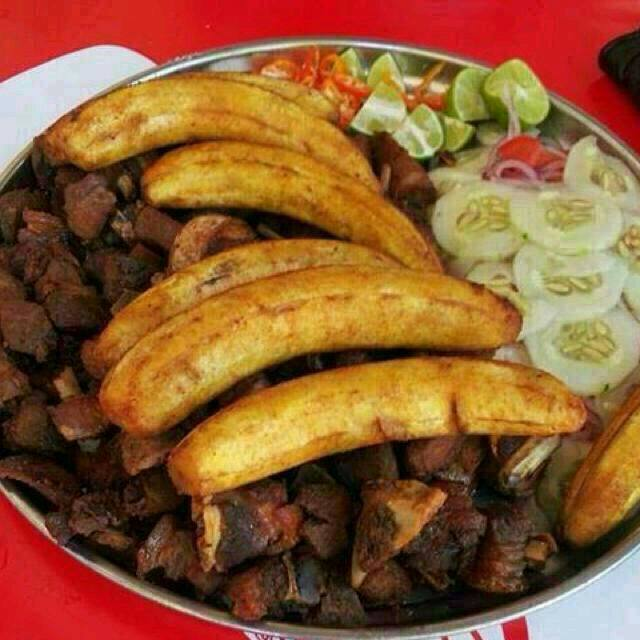
Avec du porc et des bananes frites.
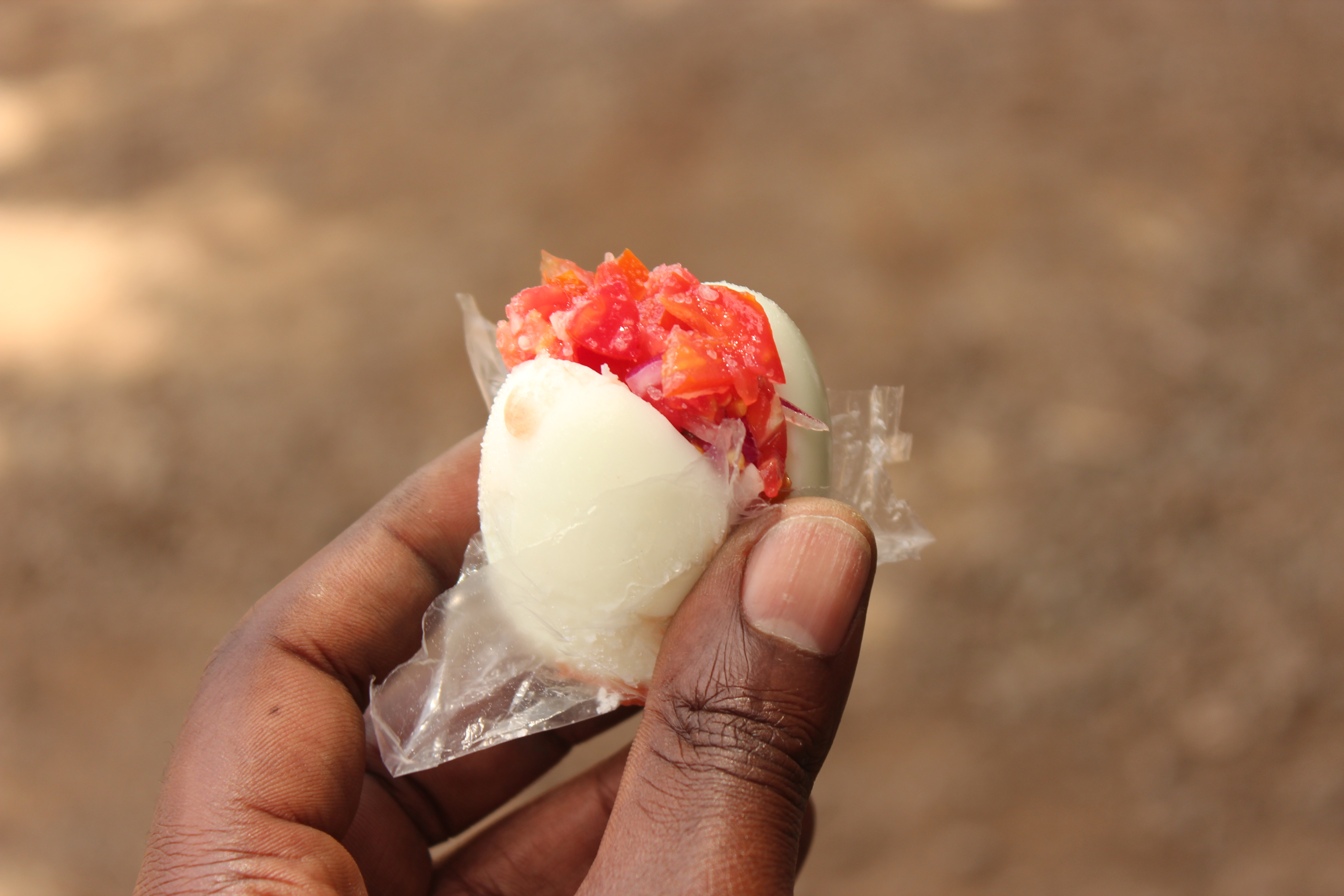
Œuf dur farci.